# الناحية المركزية (مقاطعة درة شهر)
الناحية المركزية لمقاطعة درة شهر (بالفارسية: بخش مرکزی شهرستان دره‌شهر) هي ناحية (بخش) في مقاطعة درة شهر التابعة لمحافظة عيلام في إيران. بلغ عدد سكانها في تعداد عام 2006م 34983 نسمة موزعين على 7176 عائلة. الناحية بها مدينة واحدة: درة شهر. وقسمان ريفيان: قسم أرمو الريفي وقسم زرين دشت الريفي.